# Czterodźwięk
Czterodźwięk – akord złożony z czterech dźwięków. Jego bazą jest trójdźwięk, do którego dodany jest interwał liczony od prymy tego akordu – od tego interwału akord bierze swoją nazwę. Najczęściej spotykanymi interwałami które można dodać do akordu są seksta lub septyma. 
Jeżeli dodanym dźwiękiem jest septyma, odległość między pierwszym a czwartym dźwiękiem wynosi septymę. Tak więc jest to akord septymowy lub – gdy bazą jest akord zmniejszony – niepełny akordy nonowy, tzw. nonowy bez prymy. 
Akordy septymowe występują w kilku odmianach, w zależności od układu tercji małych i wielkich. Najbardziej popularnym czterodźwiękiem septymowym jest akord durowy z dodana septymą małą pełniący często rolę dominanty septymowej (D7). Septyma mała, dodana do podstawowego akordu wzmacnia dążenie Dominanty do rozwiązania na tonikę. 
Jeśli dodana jest seksta (częściej seksta wielka), powstaje akord z dodaną sekstą (w tym wypadku nie możemy mówić o akordzie sekstowym – to określenie jest bowiem przynależne do pierwszego przewrotu trójdźwięku). Funkcyjnie najczęściej jest to tonika z dodaną sekstą (T6) lub subdominanta z dodaną sekstą (S6). 
Akord zmniejszony (zbudowany z dwóch tercji małych) z dodaną sekstą małą w harmonice funkcyjnej jest dominantą septymową w pierwszym przewrocie (pryma jest przeniesiona o oktawę w górę). Akord zmniejszony z dodaną sekstą wielką praktycznie nie występuje, znacznie częściej zamiast niego używa się akordu nonowego bez prymy.
Rozwiązywanie dysonansów w czterodźwiękach
Akordy septymowe rozwiązujemy na akord położony kwintę/tercję niżej lub sekundę wyżej (np. D na T, D na TIII (to połączenie występuje rzadko ze względu na małą toniczność akordu na III stopniu), D na TVI); septyma dąży do rozwiązania o sekundę małą w dół. 
Dodana septyma wielka (spotykana rzadziej) może występować jako opóźnienie prymy. 
Akordy sekstowe rozwiązujemy na akord położony kwintę wyżej, tzn. T6 na D; S6 na T.
Seksta, mimo że w znaczeniu interwałowym jest konsonansem, to dodana do trójdźwięku jest dysonansem, dlatego że nie należy do akordu (wiąże się z tym zagadnienie podziału w harmonice dysonansów na rzeczywiste (2>,2,4<,5>,7,7<) i pojęciowe).
Sekstę rozwiązujemy na tercję następnego akordu, prowadząc ją o sekundę do góry.
Seksta może również występować jako opóźnienie kwinty.